# Saint-Pierre-de-Curtille
Saint-Pierre-de-Curtille é uma comuna francesa na região administrativa de Auvérnia-Ródano-Alpes, no departamento de Saboia. Estende-se por uma área de 9,75 km². Em 2010 a comuna tinha 495 habitantes (densidade: 50,8 hab./km²).